# Roberto M. Rey Jr.
Roberto Miguel Rey Júnior, còn được gọi là Dr. Rey (sinh ngày 1 tháng 10 năm 1961) là nhân vật chính trong chương trình thực tế Dr. 90210. Anh đang làm cho các kênh E! Entertainment và People and Arts và một kênh Brazil RedeTV! với tên "Dr. Hollywood"
Hiện tại, Rey là phó chủ tịch quốc gia của Đảng Sinh thái Quốc gia (PEN).